# Стара Сърбия
Вижте пояснителната страница за други значения на Стара Сърбия.
Стара Сърбия (на сръбски: Стара Србија) е понятие, използвано в Сърбия от XIX век за средновековните сръбски територии, останали извън границите на възстановилата самостоятелността си сръбска държава. Първоначално то включва най-вече областта Метохия, но постепенно се разпростира върху Санджак, Косово и северна Македония, а според някои по-крайни автори – дори до Солун, Пазарджик и Плевен.

## История
Терминът „Стара Сърбия“ се появява в сръбската литература в първите десетилетия на ХIХ век.
През май 1877 г. делегация сърби от Стара Сърбия предявяват искането си към правителството на Сърбия да „освободи“ и обедини Стара Сърбия с Княжество Сърбия. Те уведомяват и представителите на Великите сили за исканията си. Същата година е основан комитет за освобождение на Стара Сърбия и Македония. След Сръбско-турските войни през 1876 – 1878 г., сърбите отново таят надежди да се сдобият с Косовския вилает и Новопазарския санджак до река Лим. По силата на Берлинския договор, обаче, те получават пълна независимост и изявяват териториални претенции, сдобивайки се със земите около Ниш, Пирот, Враня и Топлица. През 1913 г. Санджак, Косово и Метохия и Вардарска Македония са окупирани от Кралство Сърбия и впоследствие са организирани в покрайнина Южна Сърбия.